# Купайська сільська рада
Купа́йська сільська рада (рос. Купайский сельский совет) — сільське поселення у складі Мішкинського району Курганської області Росії.
Адміністративний центр — село Купай.
Населення сільського поселення становить 402 особи (2017; 472 у 2010, 669 у 2002).

## Склад
До складу сільського поселення входять:
| Населений пункт      | Населення, осіб (2002) | Населення, осіб (2010) |
| -------------------- | ---------------------- | ---------------------- |
| Двохозерна, присілок | 44                     | 22                     |
| Купай, село          | 496                    | 377                    |
| Троїцьке, присілок   | 129                    | 73                     |